# VG-62 Naantali
VG-62 Naantali is een Finse voetbalclub spelend in de Kakkonen. De club is opgericht in 1962 en speelt haar thuiswedstrijden in het Kuparivuori stadion in Naantali. De club wordt ook kortweg VG-62 genoemd.
| 2005 | Ykkönen  | 12e plaats | degradatie |
| 2006 | Kakkonen |            |            |

## Erelijst
- geen